# Opacifrons rubrifrons
Opacifrons rubrifrons är en tvåvingeart som först beskrevs av Vanschuytbroeck 1950.  Opacifrons rubrifrons ingår i släktet Opacifrons och familjen hoppflugor.
Artens utbredningsområde är Kongo. Inga underarter finns listade i Catalogue of Life.